# La Chaize-Giraud
La Chaize-Giraud és un municipi francès situat al departament de Vendée i a la regió de País del Loira. L'any 2007 tenia 753 habitants.

## Demografia

### Població
El 2007 la població de fet de La Chaize-Giraud era de 753 persones. Hi havia 322 famílies de les quals 82 eren unipersonals (34 homes vivint sols i 48 dones vivint soles), 137 parelles sense fills, 93 parelles amb fills i 10 famílies monoparentals amb fills.
La població ha evolucionat segons el següent gràfic:
Habitants censats

### Habitatges
El 2007 hi havia 541 habitatges, 328 eren l'habitatge principal de la família, 205 eren segones residències i 8 estaven desocupats. 530 eren cases i 9 eren apartaments. Dels 328 habitatges principals, 256 estaven ocupats pels seus propietaris, 64 estaven llogats i ocupats pels llogaters i 8 estaven cedits a títol gratuït; 5 tenien dues cambres, 75 en tenien tres, 102 en tenien quatre i 146 en tenien cinc o més. 273 habitatges disposaven pel capbaix d'una plaça de pàrquing. A 158 habitatges hi havia un automòbil i a 155 n'hi havia dos o més.

### Piràmide de població
La piràmide de població per edats i sexe el 2009 era:
| Homes | Edats   | Dones |
| ----- | ------- | ----- |
| 0     | 95 o +  | 0     |
| 0     | 90 a 94 | 0     |
| 0     | 85 a 89 | 0     |
| 12    | 80 a 84 | 8     |
| 16    | 75 a 79 | 8     |
| 12    | 70 a 74 | 16    |
| 16    | 65 a 69 | 32    |
| 32    | 60 a 64 | 16    |
| 20    | 55 a 59 | 32    |
| 20    | 50 a 54 | 32    |
| 20    | 45 a 49 | 16    |
| 16    | 40 a 44 | 12    |
| 44    | 35 a 39 | 12    |
| 8     | 30 a 34 | 20    |
| 20    | 25 a 29 | 20    |
| 8     | 20 a 24 | 12    |
| 20    | 15 a 19 | 4     |
| 4     | 10 a 14 | 12    |
| 4     | 5 a 9   | 36    |
| 28    | 0 a 4   | 12    |

## Economia
El 2007 la població en edat de treballar era de 467 persones, 339 eren actives i 128 eren inactives. De les 339 persones actives 287 estaven ocupades (154 homes i 133 dones) i 53 estaven aturades (26 homes i 27 dones). De les 128 persones inactives 67 estaven jubilades, 23 estaven estudiant i 38 estaven classificades com a «altres inactius».

### Ingressos
El 2009 a La Chaize-Giraud hi havia 372 unitats fiscals que integraven 871,5 persones, la mediana anual d'ingressos fiscals per persona era de 17.079 €.

### Activitats econòmiques
Dels 27 establiments que hi havia el 2007, 1 era d'una empresa de fabricació de material elèctric, 3 d'empreses de fabricació d'altres productes industrials, 7 d'empreses de construcció, 4 d'empreses de comerç i reparació d'automòbils, 3 d'empreses d'hostatgeria i restauració, 1 d'una empresa immobiliària, 2 d'empreses de serveis, 4 d'entitats de l'administració pública i 2 d'empreses classificades com a «altres activitats de serveis».
Dels 8 establiments de servei als particulars que hi havia el 2009, 1 era un taller de reparació d'automòbils i de material agrícola, 1 paleta, 1 guixaire pintor, 1 fusteria, 2 lampisteries, 1 electricista i 1 perruqueria.
L'únic establiment comercial que hi havia el 2009 era una botiga de roba.
L'any 2000 a La Chaize-Giraud hi havia 6 explotacions agrícoles.

## Poblacions més properes
El següent diagrama mostra les poblacions més properes.